# Article 60 de la Constitution de la Cinquième République française
Article 59 Article 61
L’article 60 de la Constitution du 4 octobre 1958 définit la compétence du conseil constitutionnel français pour juger la régularité des opérations de référendum.

## Texte
« Le Conseil Constitutionnel veille à la régularité des opérations de référendum prévues aux articles 11 et 89 et au titre XV. Il en proclame les résultats. »
— Article 60 de la Constitution du 4 octobre 1958

## Contenu
La France fait partie des pays, avec notamment la Grèce et la Roumanie, dont la cour constitutionnelle a la compétence de contrôle des référendums.